# Guiry-en-Vexin
Guiry-en-Vexin  est une commune française située dans le département du Val-d'Oise, en région Île-de-France. Ses habitants sont appelés les Guériciens.

## Géographie

### Description
Guiry est un village rural du Vexin français, dans le Val-d'Oise, situé à 7 km au sud-est de Magny-en-Vexin, à 19 km au nord-ouest de Pontoise, à une cinquantaine de kilomètres au nord-ouest de Paris et à une vingtaine de kilomètres au sud de Gisors.. Il est desservi par l'ancienne Route nationale 14 (actuelle RD 14).

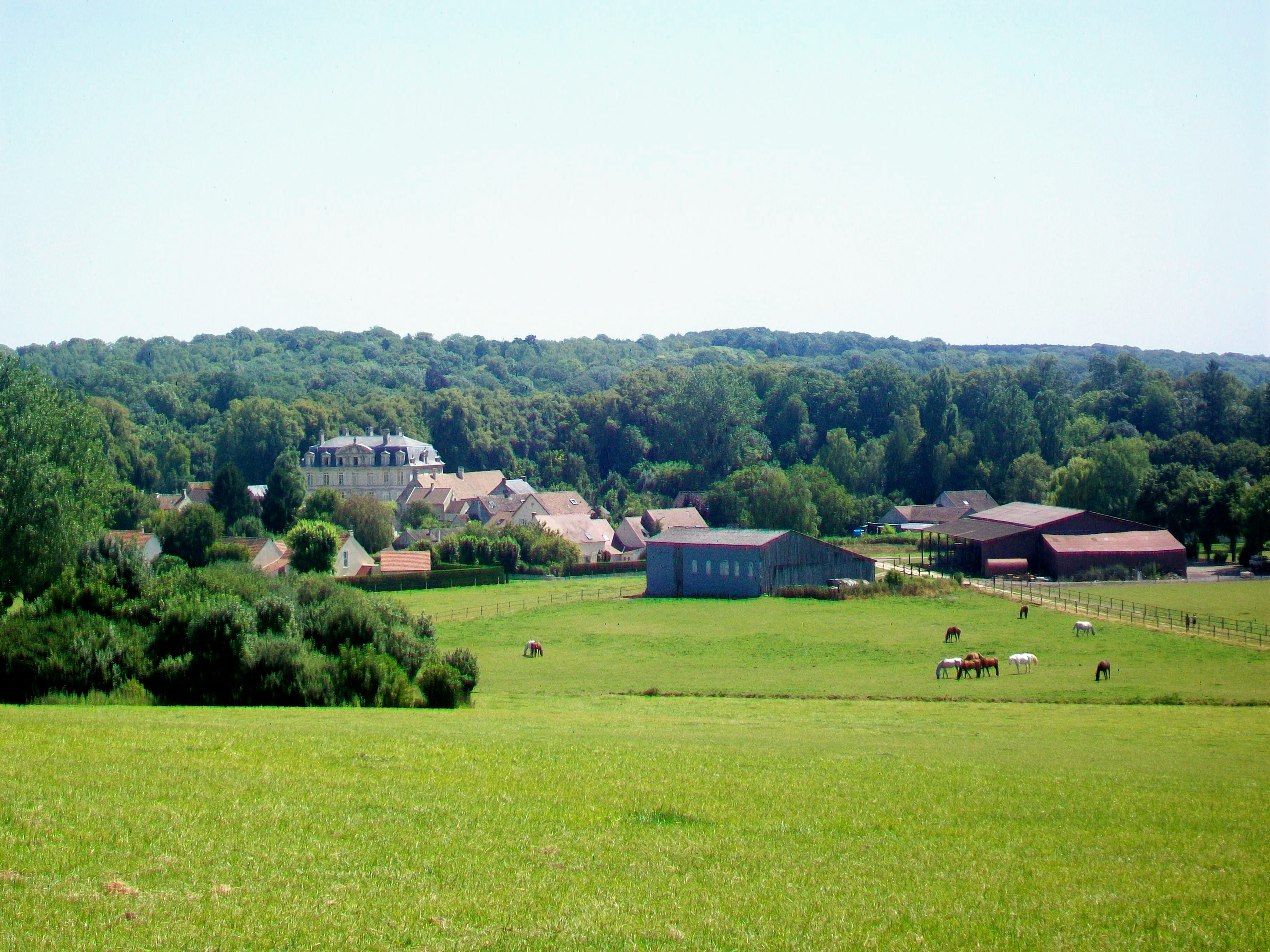
Vue sur le village depuis l'ouest.

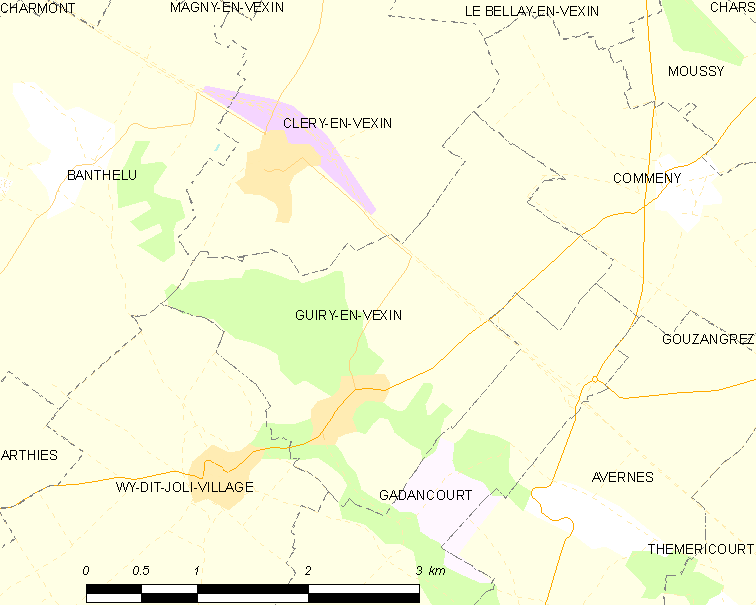
Carte de la commune.
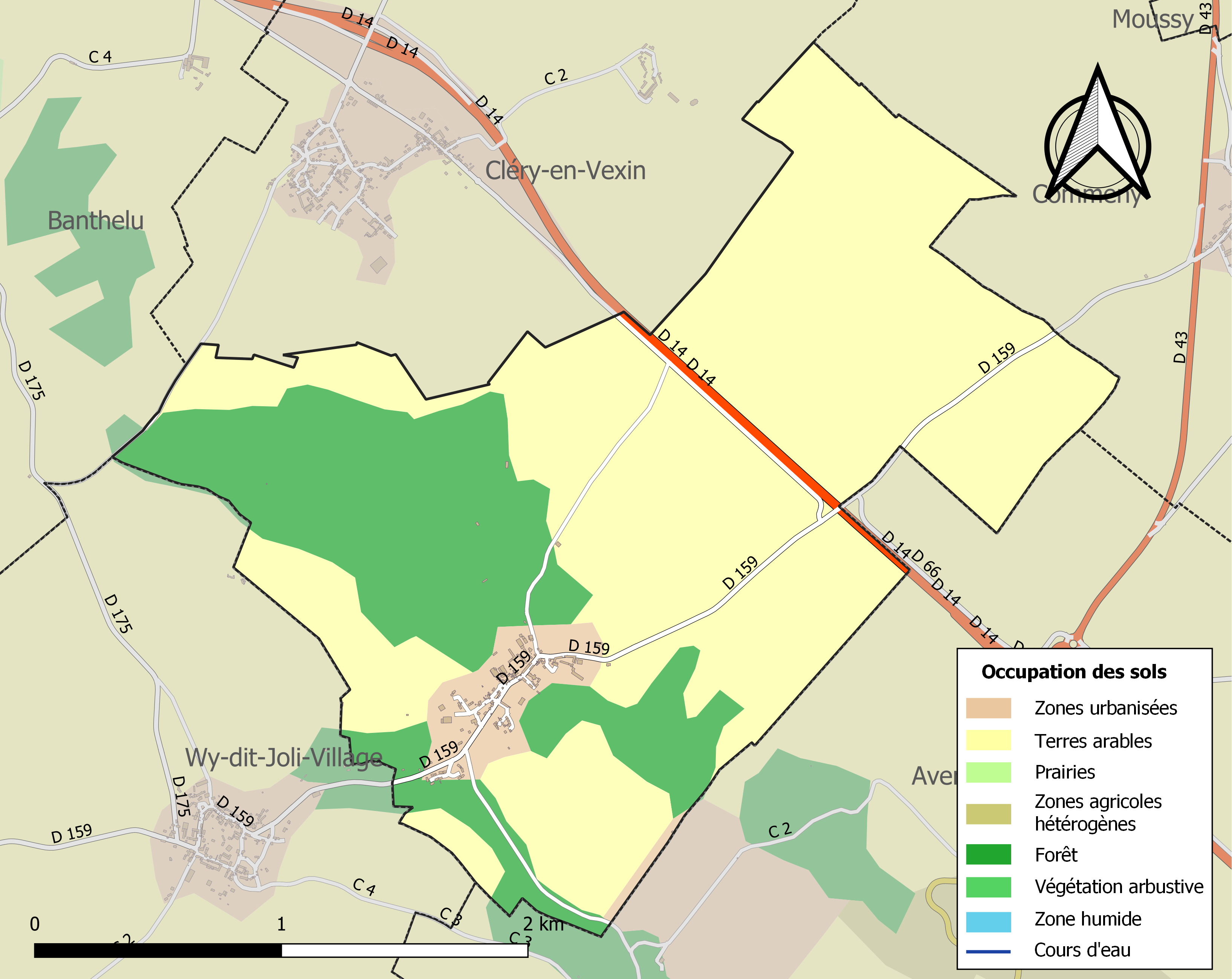
Occupation des sols

La commune est incluse dans le Parc naturel régional du Vexin français.
Un chemin de randonnée (PR) traverse le village et permet .de relier Gadancourt, Wy-dit-Joli-Village et le Bois de Morval en passant par l'Allée couverte du Bois-Couturier.

### Communes limitrophes
| Banthelu            | Cléry-en-Vexin | Commeny    |
| Wy-dit-Joli-Village | Guiry-en-Vexin |            |
|                     |                | Gadancourt |

### Hydrographie
La commune est drainée par le Ru de Guiry, le Ru de la Défonse  qui y confluent dans l'Aubette de Meulan, un affluent de la Seine.

### Climat
Pour des articles plus généraux, voir Climat de l'Île-de-France et Climat du Val-d'Oise.
En 2010, le climat de la commune est de type climat océanique dégradé des plaines du Centre et du Nord, selon une étude du CNRS s'appuyant sur une série de données couvrant la période 1971-2000. En 2020, Météo-France publie une typologie des climats de la France métropolitaine dans laquelle la commune est exposée à un climat océanique et est dans la région climatique Sud-ouest du bassin Parisien, caractérisée par une faible pluviométrie, notamment au printemps (120 à 150 mm) et un hiver froid (3,5 °C).
Pour la période 1971-2000, la température annuelle moyenne est de 10,5 °C, avec une amplitude thermique annuelle de 14,4 °C. Le cumul annuel moyen de précipitations est de 690 mm, avec 11,5 jours de précipitations en janvier et 8 jours en juillet. Pour la période 1991-2020, la température moyenne annuelle observée sur la station météorologique la plus proche, située sur la commune de Boissy-l'Aillerie à 14 km à vol d'oiseau, est de 11,2 °C et le cumul annuel moyen de précipitations est de 635,8 mm,. Pour l'avenir, les paramètres climatiques de la commune estimés pour 2050 selon différents scénarios d'émission de gaz à effet de serre sont consultables sur un site dédié publié par Météo-France en novembre 2022.

## Urbanisme

### Typologie
Au 1er janvier 2024, Guiry-en-Vexin est catégorisée commune rurale à habitat dispersé, selon la nouvelle grille communale de densité à sept niveaux définie par l'Insee en 2022.
Elle est située hors unité urbaine. Par ailleurs la commune fait partie de l'aire d'attraction de Paris, dont elle est une commune de la couronne,. Cette aire regroupe 1 929 communes,.

## Toponymie
Le nom de la localité est mentionné sous les formes Warnaco en 738[réf. nécessaire]; Wariaco en 750[réf. nécessaire]; Wiriaco en 1030[réf. nécessaire]; Vuiery vers 1100.
Le forme de 738, sans référence, qui résulte sans doute d'une confusion avec celle de Guerny (Eure, Warnacum VIIe siècle), situé à 23 km, ne peut pas expliquer Guiry, car le [n] ne peut pas s'amuïr dans cette position, la forme relevée 12 ans plus tard n'en possède d'ailleurs pas.
Il s'agit d'une formation toponymique en -(i)acum, suffixe de localisation et de propriété d'origine gauloise, qui a régulièrement donné la terminaison -y dans le nord de la France. Le premier élément Guir- représente sans doute un anthroponyme selon le cas général. Albert Dauzat qui ne connaissait pas de forme ancienne y a vu le nom de personne latin Gurrius, comme dans Gury (Oise, Guriacum 935), hypothèse abandonnée par la suite et invalidée par une forme ancienne dans le supplément du même ouvrage rédigé par Charles Rostaing. Ce dernier suggère le recours à un nom de personne germanique en Wid-r-. Ernest Nègre va plus loin puisqu'il propose le nom de personne germanique Wiherius (comprendre Wiher).
Remarque : la présence d'un W- à l'initiale est caractéristique d'un élément d'origine germanique ou influencé par le germanique. W- est régulièrement passé à G(u)- en français central (idem pour les noms communs w- > g(u)-), alors qu'il s'est maintenu au nord, étant toutefois passé à V- ultérieurement dans certaines régions. Les formes anciennes relevées pour Guiry témoignent, tout comme celles de Guerny (Warnei 1051 - 1066; Guarniacum 1055, 1063), d'une fluctuation de l'isoglosse W- (passé à V- en normand septentrional vers le XIIe siècle) / G(u)-, c'est-à-dire entre les parlers d'oïl septentrionaux et les parlers d'oïl centraux.
Le déterminant complémentaire en-Vexin se réfère au Vexin, ancienne province (divisée en deux en 911, lors de la cession de sa partie occidentale à Rollon) et région naturelle, qui se situe dans le nord-ouest de l'Île-de-France et pour une petite partie en Hauts-de-France, étendue sur les départements du Val-d'Oise, des Yvelines et de l'Oise (Vexin français), mais aussi, pour sa partie occidentale, au nord est du département de l'Eure (Vexin normand).

## Histoire
Le lieu est occupé dès le Néolithique comme l'atteste la présence d'une allée couverte sur le territoire de la commune.

## Politique et administration

### Rattachements administratifs et électoraux

#### Rattachements administratifs
Antérieurement à la loi du 10 juillet 1964, la commune faisait partie du département de Seine-et-Oise. La réorganisation de la région parisienne en 1964 fit que la commune appartient désormais au département du Val-d'Oise et à son arrondissement de Pontoise après un transfert administratif effectif au 1er janvier 1968.
Elle faisait partie de 1801 à 1967 du canton de Marines de Seine-et-Oise. Lors de la mise en place du Val-d'Oise, la ville intègre le canton de Vigny. Dans le cadre du redécoupage cantonal de 2014 en France, cette circonscription administrative territoriale a disparu, et le canton n'est plus qu'une circonscription électorale.

#### Rattachements électoraux
Pour les élections départementales, la commune est membre depuis 2014 du canton de Vauréal.
Pour l'élection des députés, elle fait partie de la première circonscription du Val-d'Oise.

### Intercommunalité
La commune, initialement membre de la communauté de communes du Plateau du Vexin, est membre, depuis le 1er janvier 2013, de la communauté de communes Vexin centre.
En effet, cette dernière a été constituée le 1er janvier 2013 par la fusion de la communauté de communes des Trois Vallées du Vexin (12 communes), de la communauté de communes Val de Viosne (14 communes) et de la communauté de communes du Plateau du Vexin (8 communes), conformément aux prévisions du schéma départemental de coopération intercommunale du Val-d'Oise approuvé le 11 novembre 2011.

### Liste des maires
| Période                                  | Période  | Identité                               | Étiquette | Qualité                         |
| ---------------------------------------- | -------- | -------------------------------------- | --------- | ------------------------------- |
| Les données manquantes sont à compléter. |          |                                        |           |                                 |
| 1896                                     | ?        | Charles-Henri de Rosset de Létourville |           |                                 |
|                                          |          |                                        |           |                                 |
| mars 2001                                | En cours | Michel Cathala                         |           | Réélu pour le mandat 2020-2026, |

## Population et société

### Démographie
L'évolution du nombre d'habitants est connue à travers les recensements de la population effectués dans la commune depuis 1793. Pour les communes de moins de 10 000 habitants, une enquête de recensement portant sur toute la population est réalisée tous les cinq ans, les populations de référence des années intermédiaires étant quant à elles estimées par interpolation ou extrapolation. Pour la commune, le premier recensement exhaustif entrant dans le cadre du nouveau dispositif a été réalisé en 2008.

En 2022, la commune comptait 151 habitants, en évolution de −9,04 % par rapport à 2016 (Val-d'Oise : +4 %, France hors Mayotte : +2,11 %).
| 1793 | 1800 | 1806 | 1821 | 1831 | 1836 | 1841 | 1846 | 1851 |
| ---- | ---- | ---- | ---- | ---- | ---- | ---- | ---- | ---- |
| 181  | 161  | 178  | 130  | 176  | 154  | 144  | 155  | 157  |

| 1856 | 1861 | 1866 | 1872 | 1876 | 1881 | 1886 | 1891 | 1896 |
| ---- | ---- | ---- | ---- | ---- | ---- | ---- | ---- | ---- |
| 151  | 144  | 122  | 115  | 106  | 144  | 130  | 131  | 103  |

| 1901 | 1906 | 1911 | 1921 | 1926 | 1931 | 1936 | 1946 | 1954 |
| ---- | ---- | ---- | ---- | ---- | ---- | ---- | ---- | ---- |
| 127  | 109  | 114  | 101  | 106  | 105  | 104  | 109  | 125  |

| 1962 | 1968 | 1975 | 1982 | 1990 | 1999 | 2006 | 2008 | 2013 |
| ---- | ---- | ---- | ---- | ---- | ---- | ---- | ---- | ---- |
| 133  | 142  | 121  | 114  | 156  | 175  | 164  | 161  | 171  |

| 2018 | 2022 | - | - | - | - | - | - | - |
| ---- | ---- | - | - | - | - | - | - | - |
| 145  | 151  | - | - | - | - | - | - | - |

### Sécurité
En 2017, la municipalité annonce son intention d'installer quatre caméras de vidéosurveillance implantées aux entrées du village

## Culture locale et patrimoine

### Lieux et monuments

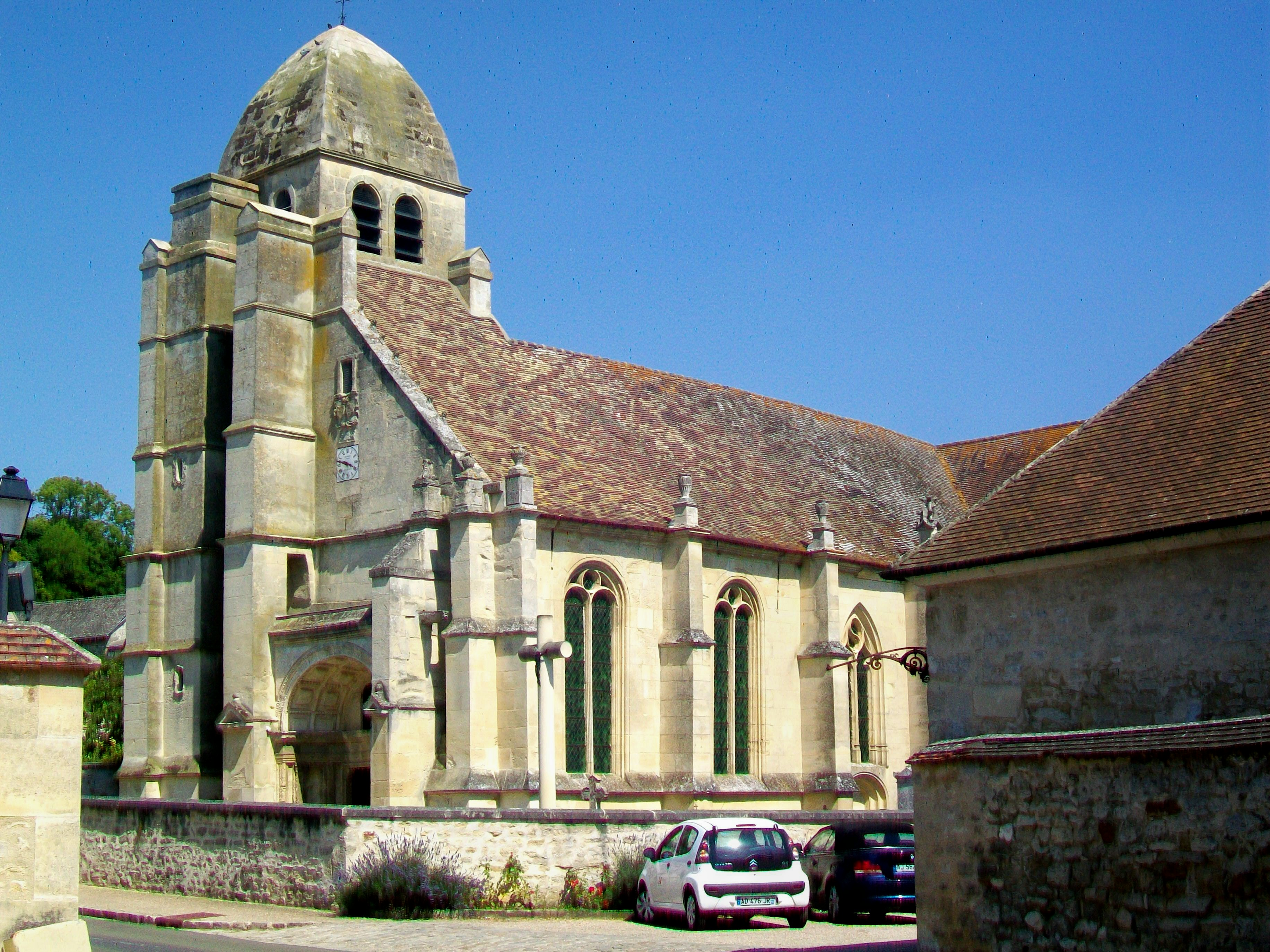
Église Saint-Nicolas.

Guiry-en-Vexin compte six monuments historiques sur son territoire :
- Église Saint-Nicolas, rue Saint-Nicolas (classée monument historique en 1942}[27])

Elle a été élevée sur les fondations d'une précédente église du XIIIe siècle. Son plan est en forme de croix, sans bas-côtés. Le clocher domine la façade et occupe une partie de la première travée de la nef. C'est le contraire d'un chef-d'œuvre. Avec le portail occidental et les deux premières travées de la nef, il date d'autour de 1557, et affiche le style de la Renaissance. Le reste du vaisseau central et le croisillon sud datent de la première moitié du XVIe siècle, et sont de style gothique flamboyant. On y trouve les fenêtres aux réseaux les plus élaborés du Vexin français. Le croisillon nord est la partie plus ancienne de l'église. Il remonte au XIVe siècle et ses fenêtres sont de style rayonnant tardif, mais la voûte est également flamboyante, et subdivisée en trois fois trois voûtains. Ceci vient du plan particulier du transept, qui comporte des piliers libres au nord et au sud de la croisée, et deux voûtes pour la croisée et le croisillon sud. Cette spécificité fait en grande partie l'intérêt de l'église. 
Elle renferme en outre l'un des plus importants statuaires du Vexin français. Toutes ces statues sont en pierre, et la plupart datent des XVe et XVIe siècles. Dix-huit parmi elles sont classées monument historique au titre objet,.
- Château de Guiry, rue Saint-Nicolas (parc inscrit monument historique en 1942).

Château, cour d'honneur, communs, verger et différents éléments du parc classés par arrêté du 14 mars 1944 ; avenue du château classée monument historique par arrêté du 10 décembre 2001)
Le château est édifié en 1665 pour le marquis André de Guiry selon les plans dessinés par François Mansart, en récupérant les soubassements d’un premier édifice du XVIe siècle détruit par le feu. De style classique, le château comporte un étage et une mansarde. La façade sur la cour d'honneur s'organise sur sept travées, dont la première et la dernière en légère saillie, et les trois au centre surmontées par un fronton en arc de cercle. Le bas-relief qui l'orne n'est sculpté qu'au XIXe siècle et représente les armes des propriétaires d'alors, les Létourville. Les deux statues sous le fronton symbolisent deux des quatre Vertus cardinales, la Justice et la Force. Ses propriétaires actuels, qui descendent d'André de Guiry, décidé de proposer une partie de leur domaine à la location pour des séminaires d'entreprise,.
- Ruines du château du Cabin, au fond du parc du château (inscrites monument historique en 1950[33]) : Ce château a été érigé en seigneurie au XVe siècle[29]. (Non visibles depuis le domaine public.)
- Croix pattée sur la route du Tillay, près de la RD 14 (inscrite monument historique en 1950[34]) : Les croix pattées, au nombre de dix-sept seulement sur le territoire, sont pourtant considérées comme emblématiques du Vexin français. Elles paraissent déjà comme motifs sur des sarcophages mérovingiens. Toujours monolithiques, elles sont généralement constituées de trois courtes branches d'égale longueur, aux extrémités très élargies[35]. En l'occurrence, seulement les extrémités supérieure et inférieure sont élargis, et les deux bras sont ceux d'une croix latine ordinaire.
- Calvaire Saint-Nicolas, rue Saint-Nicolas, à l'angle avec la route du Tillay (inscrite monument historique en 1985[36])

Sculpté en 1855 par le maçon Firmin Denise, elle se singularise par sa colonne en spirale et la boule décorée s'interposant entre la colonne et la croix proprement dite (pouvant être interprétées comme un serpent et une pomme), aux extrémités flammées. Une croix pattée est par ailleurs gravée dans le socle.
- Allée couverte du Bois-Couturier, au lieu-dit le Bois-Couturier dans le bois de Morval (classée monument historique en 1958[37])

Cette allée couverte était une sépulture collective. La chambre souterraine mesure 8 m de long sur 2 m de large. Deux cents squelettes y ont été retrouvés. Particularité rare, le bouchon de pierre qui refermait la chambre mortuaire a été trouvé sur les lieux ; il est conservé au musée archéologique départemental du Val-d'Oise avec une réplique de l'allée. Le vestibule et la couverture sont constitués de dalles calcaires, toujours en place et intactes. C'est l'unique dolmen du département dont le chevet soit arrondi. L'accès se fait par un sentier de petite randonnée balisé depuis la rue du Lavoir.

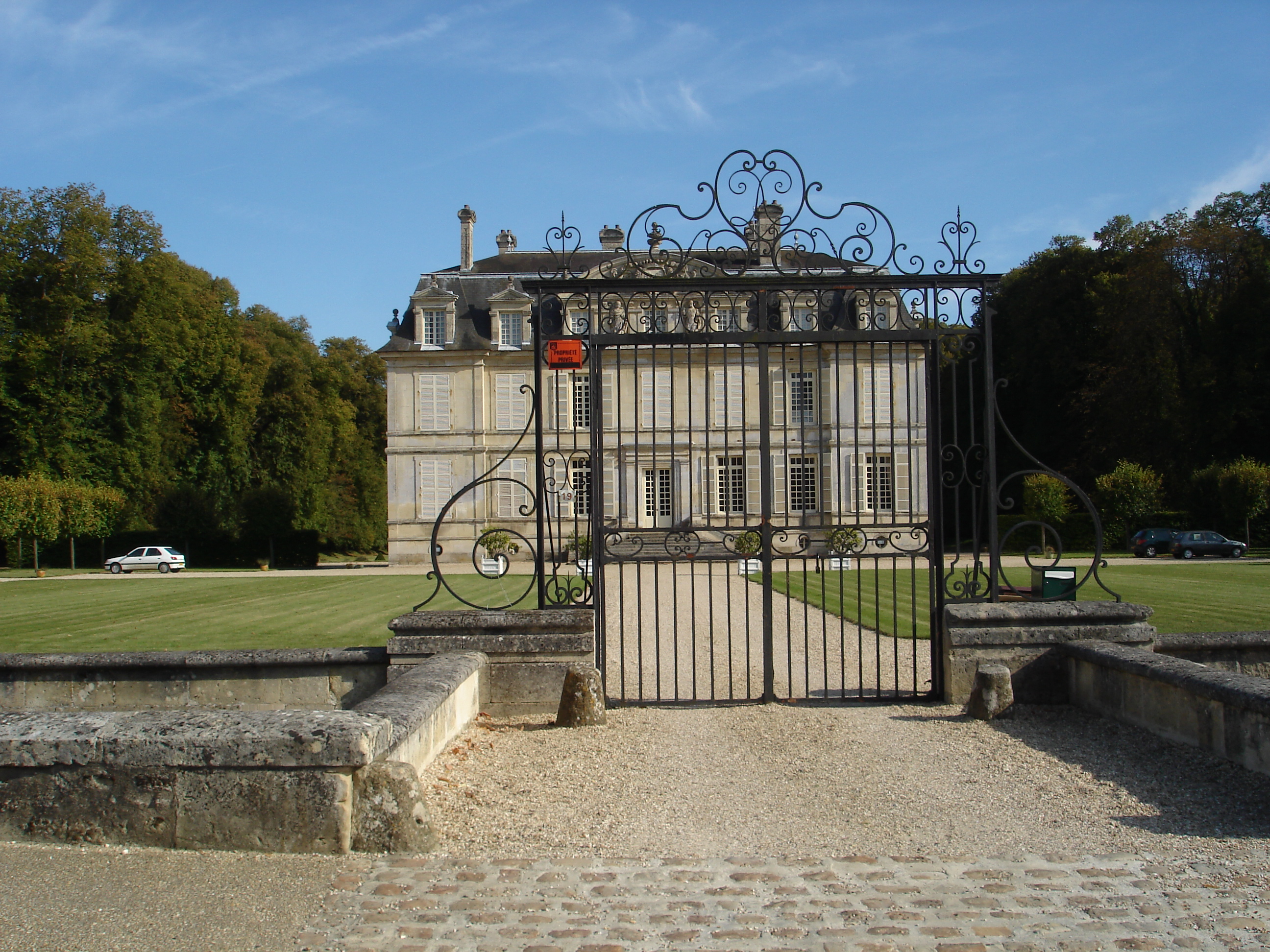
Château de Guiry.
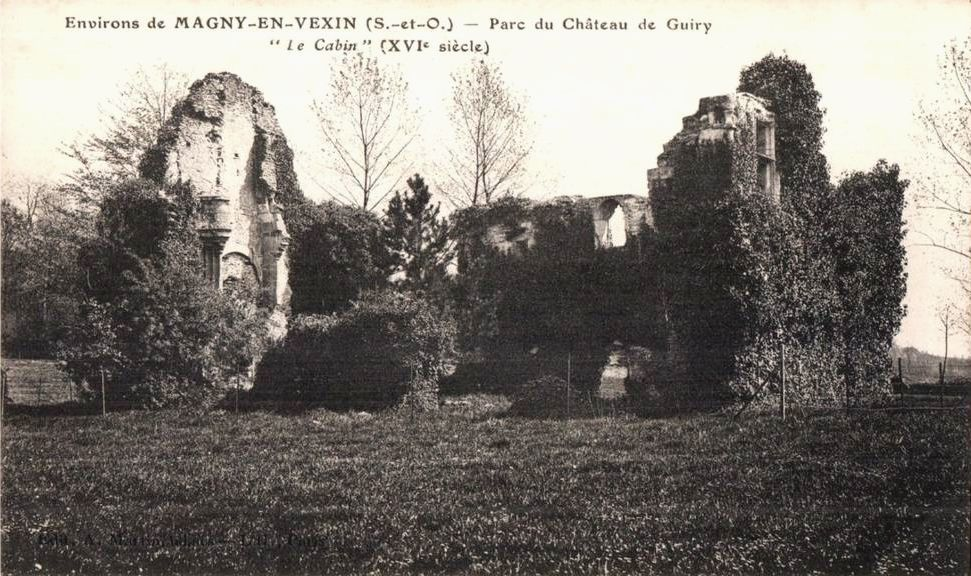
Ruines du Cabin.
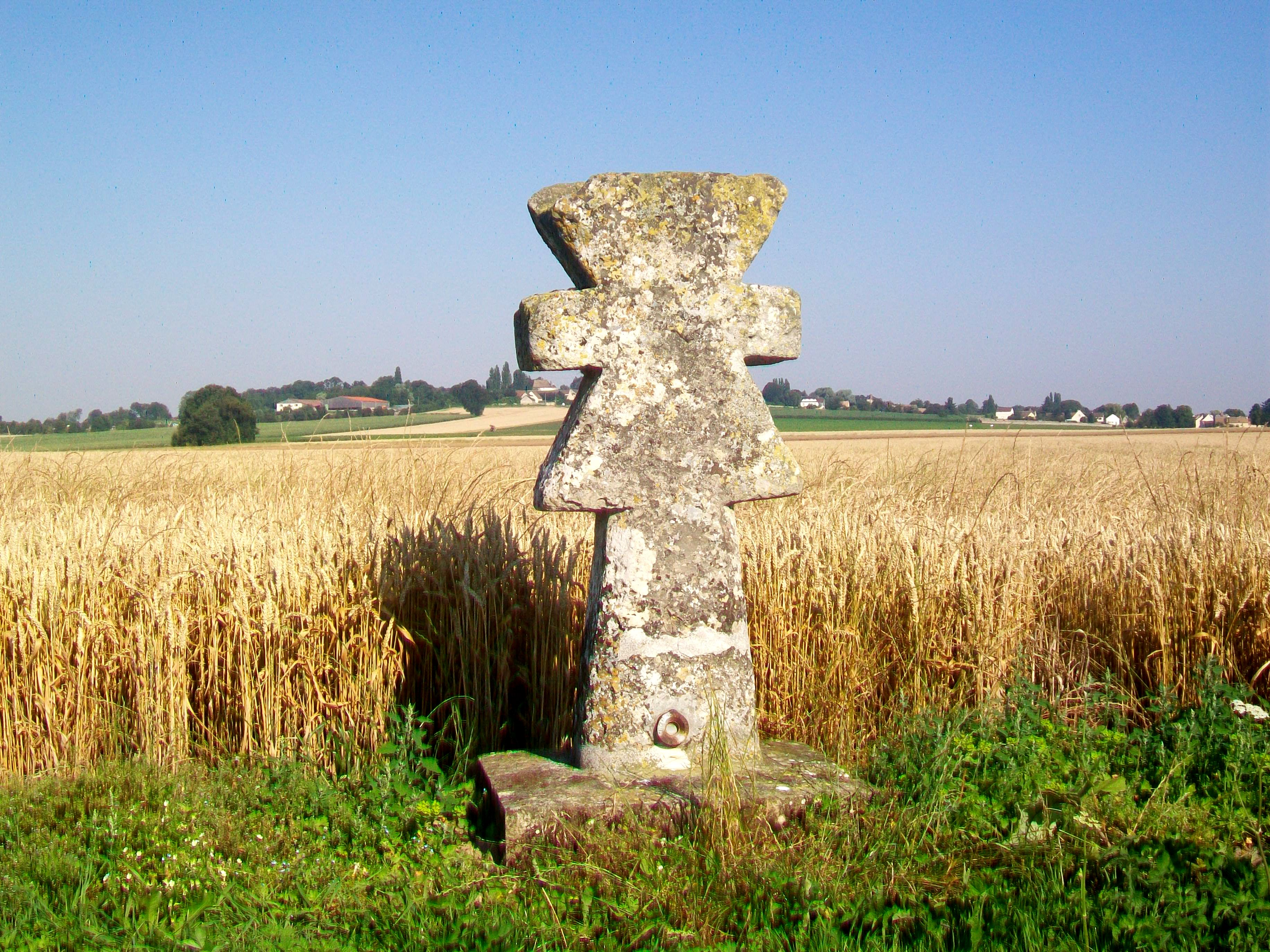
Croix pattée.
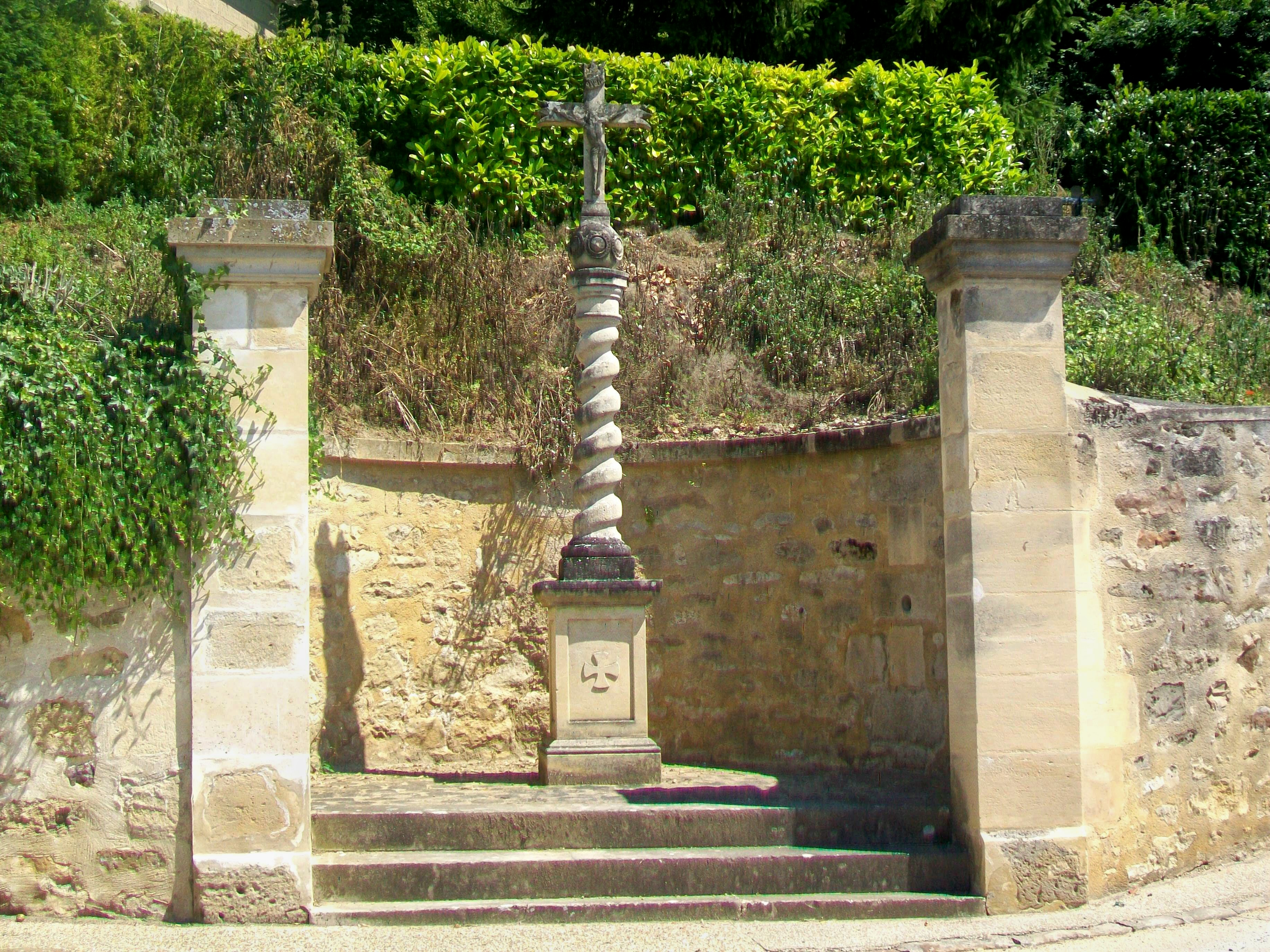
Calvaire Saint-Nicolas.
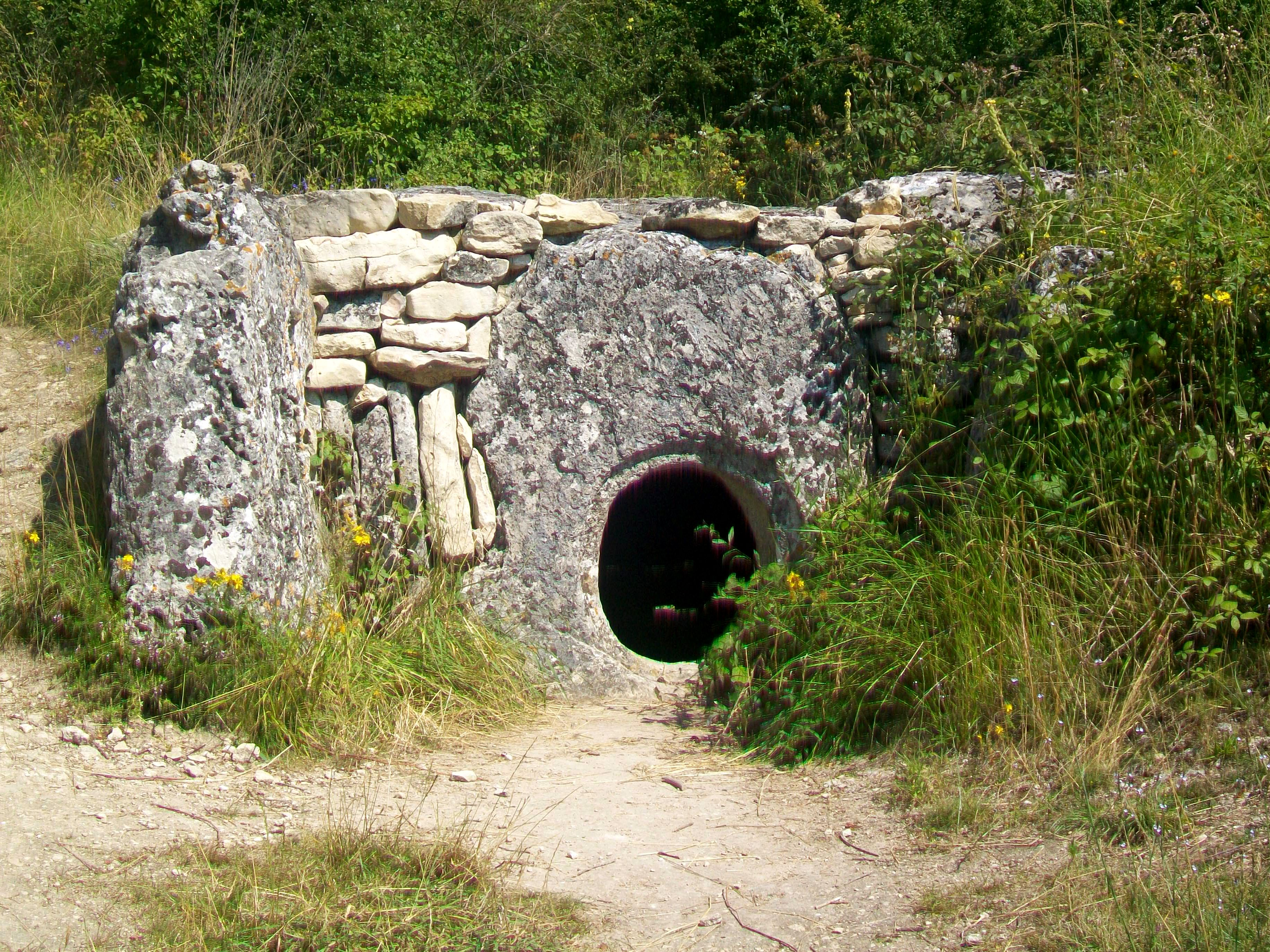
Allée couverte.

On peut également signaler :
- Musée archéologique départemental du Val-d'Oise, rue Saint-Nicolas : 
Il est installé depuis 1983 dans le centre du village dans un bâtiment moderne bien intégré au site. Les deux niveaux, un au rez-de-chaussée et un au sous-sol, s'organisent autour d'un atrium permettant de laisser entrer le jour, et contenant un jardin de ruines. Les façades extérieures sont dissimulées derrière des murs en moellons de calcaire caractéristiques de la région. 
Le musée présente aux visiteurs plus de 35 000 pièces de la préhistoire au XVIIIe siècle provenant des diverses fouilles archéologiques réalisées à travers le département. Le site gallo-romain de la commune voisine de Genainville occupe une place de choix dans les collections et a motivé l'implantation d'un musée archéologique dans cette partie du Vexin.On y trouve également des hauts-reliefs datant de l'époque soviétique, qui ornaient le pavillon de l’URSS à l’Exposition universelle de Paris de 1937[38]
 Des expositions temporaires régulièrement organisées s'intéressent à l'archéologie sous tous ces aspects et dépassent le cadre thématique découlant des collections[29],[39]. L'entrée est gratuite.
 Il est à noter l'existence d'une association, l'AAMADVO[40], créée en 1986, dont l'un des buts est de promouvoir et soutenir les activités du musée archéologique (et du musée de l'outil à Wy-dit-Joli-Village, situé à 2 km), mais aussi faire connaître le patrimoine régional à ses adhérents.

Le musée archéologique du Val-d'Oise
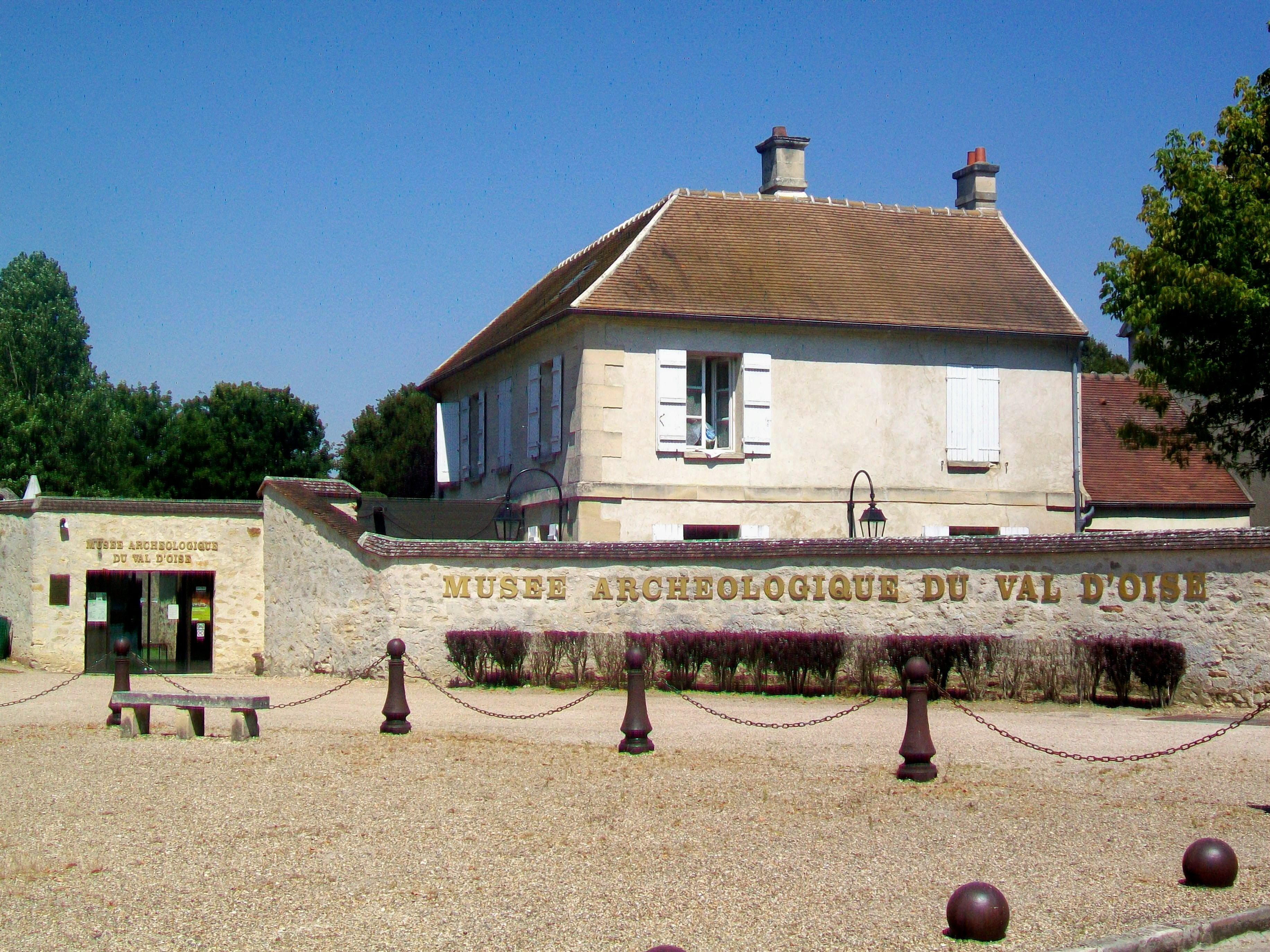
Le musée
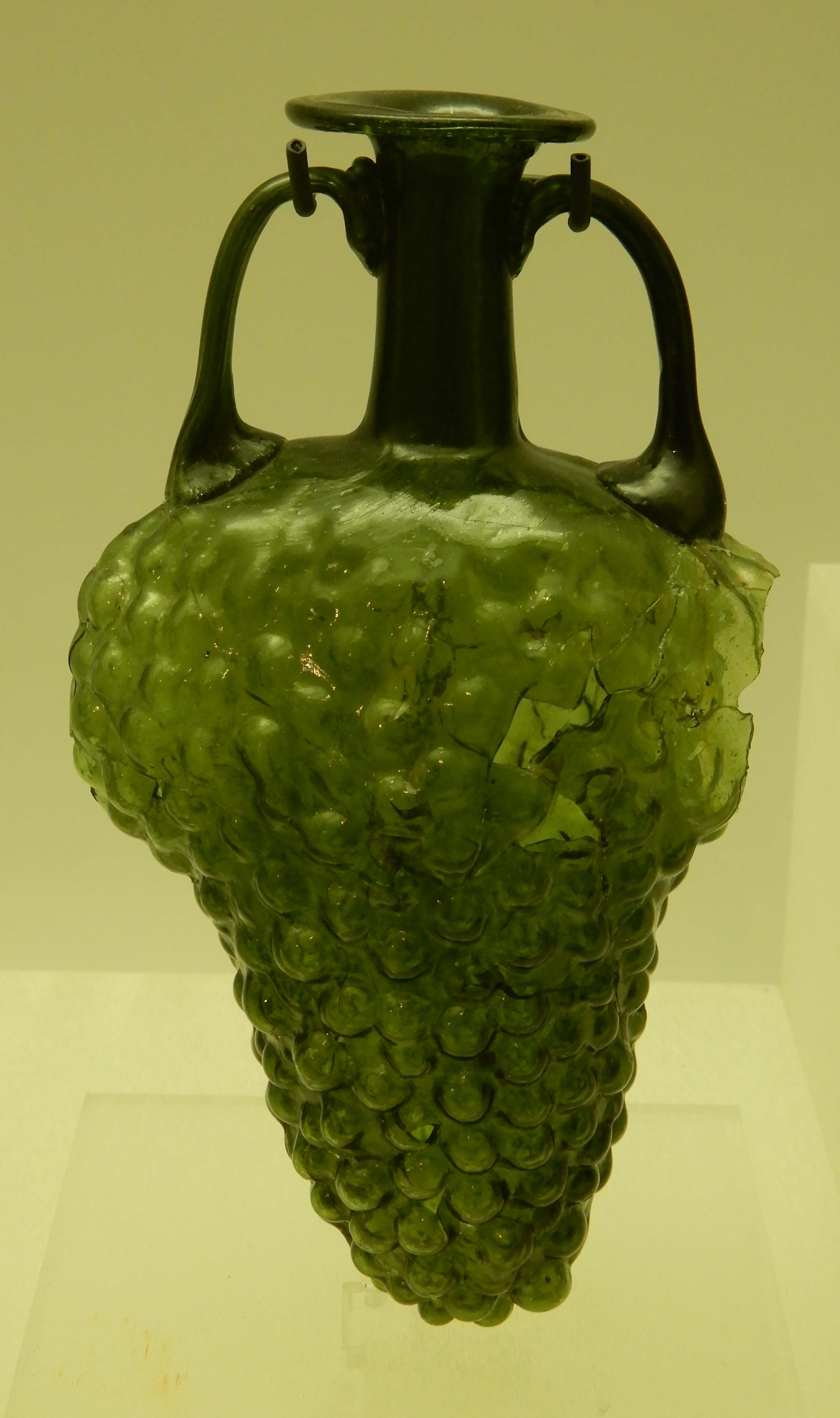
Flacon en forme de grappe de raisin, vestige gallo-romain du IIe siècle
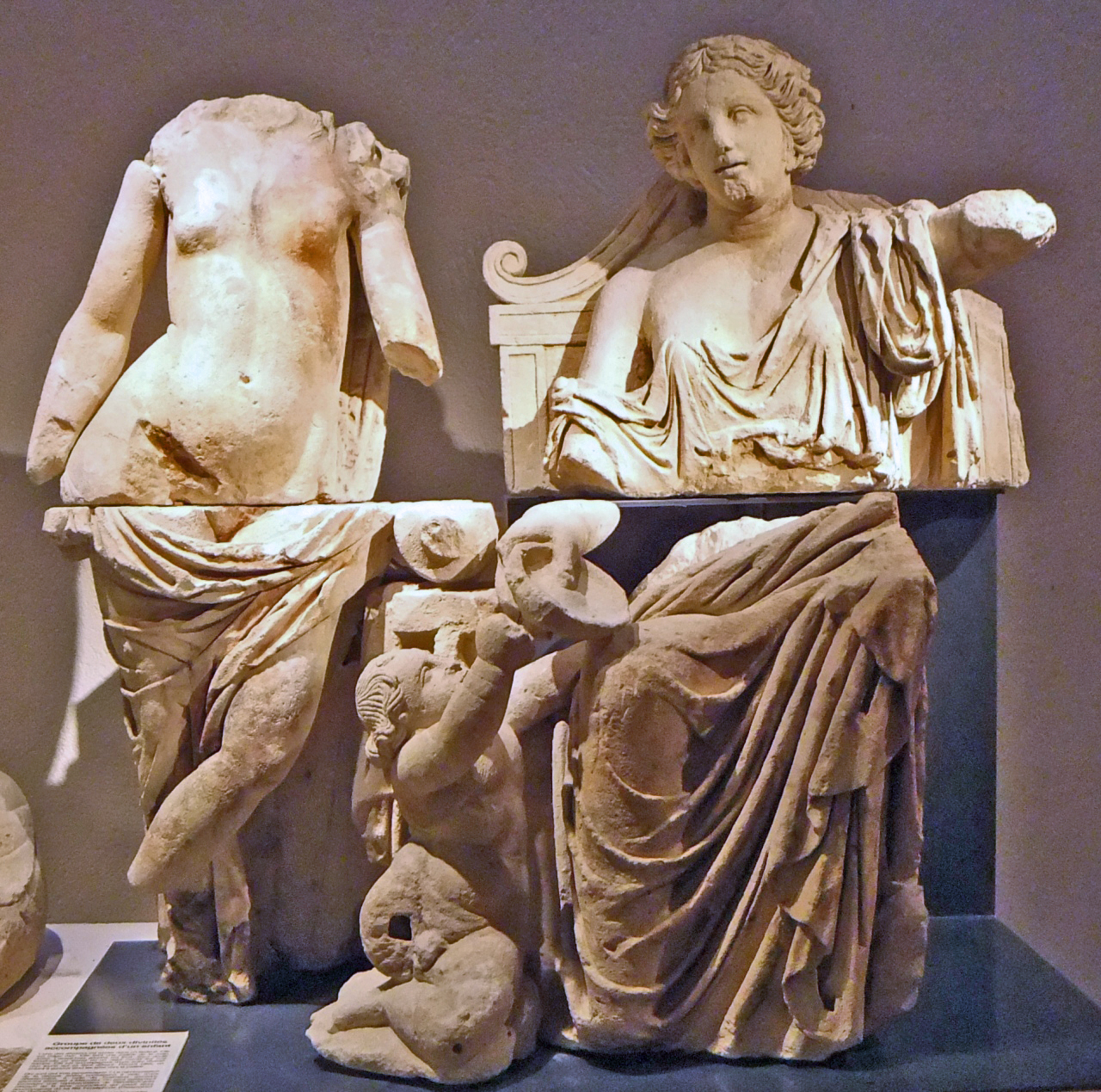
Nymphée : groupe sculpté gallo-romain du site de Genainville
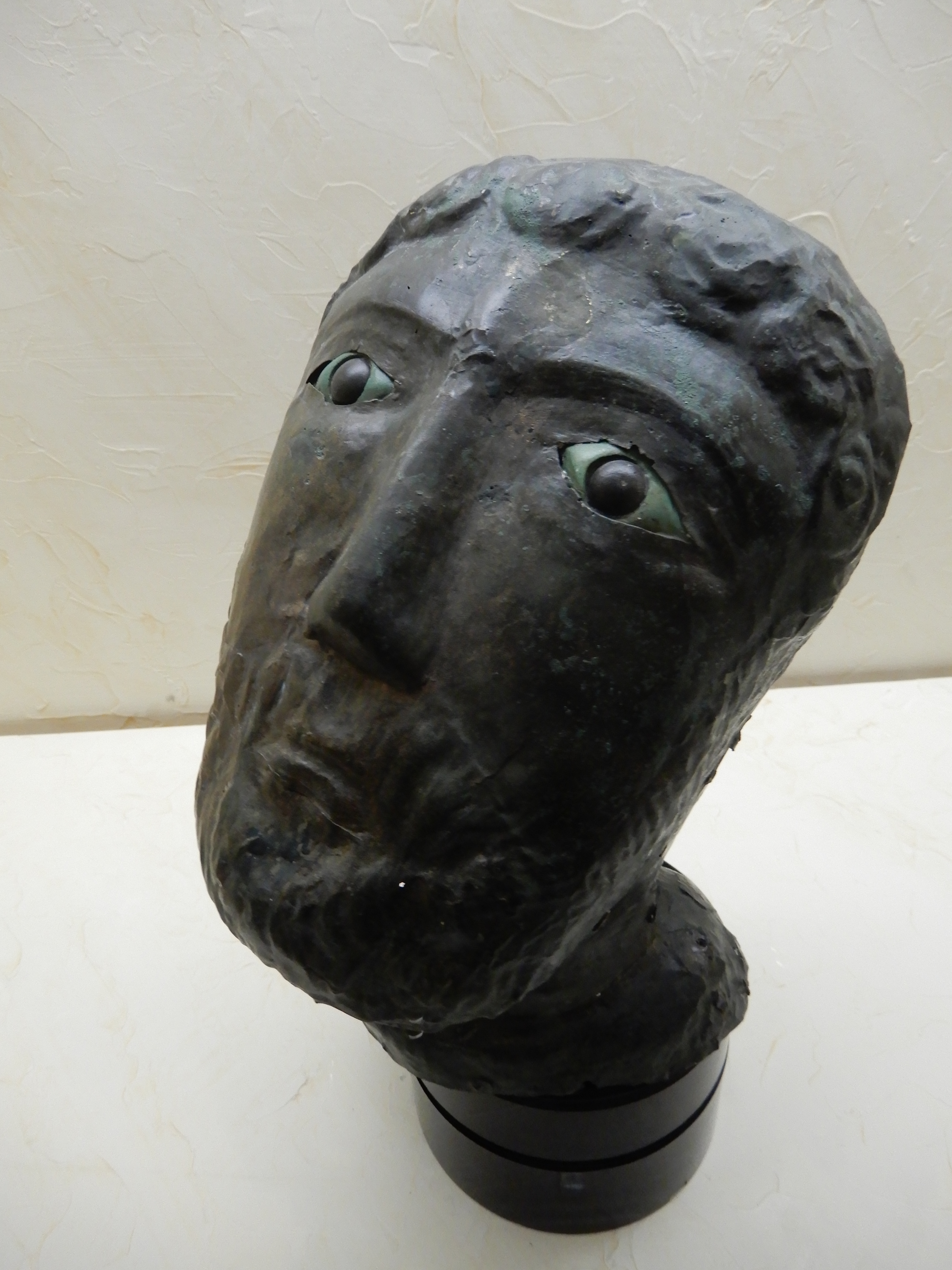
Tête masculine en tôle de bronze repoussée - Site de Genainville
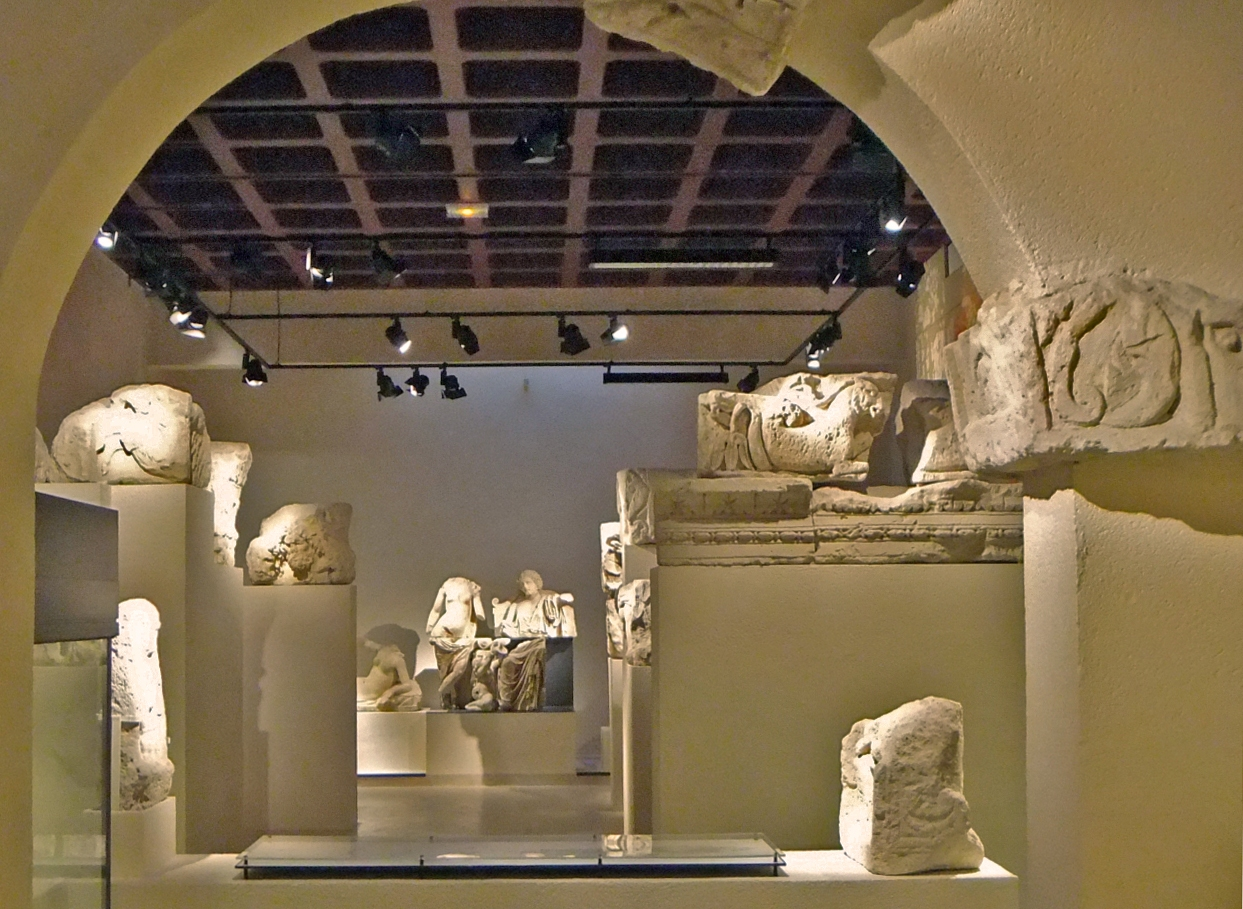
Salle principale; Vestiges du sanctuaire de Genainville

- Fontaine publique, en bas de la route du Thillay, non loin de la croix Saint-Nicolas

Son emplacement est pris dans un talus et délimité par un mur de soutènement en hémicycle. La fontaine se compose d'une auge taillée dans un bloc de pierre et d'une pompe du XIXe siècle.
- Lavoir ouvert, sur le chemin rural n° 14 de Banthelu à Guiry

De loin, l'on n'en aperçoit qu'un muret assez bas, du fait que le lavoir se situe en dessous du niveau du sol. L'on y accède par un escalier. Le bassin en béton est subdivisé en deux compartiments et alimenté par une source.
- Le bois de Morval est une forêt départementale de 61 hectares, agréable lieu de promenade classé site Natura 2000 au vu de son intérêt floristique et faunistique. Contrairement à ce que son nom indique, le site comprend des pelouses calcicoles en pente et d'anciens vergers. Ces habitats contrastent avec l'humidité du fond du ru de la Défonce. Le bois de Morval abrite également l'allée couverte mentionnée ci-dessus, ainsi que les deux piliers d'un portail et une guérite, vestige dit « La Loge ». Depuis Guiry, le bois de Morval est accessible par un sentier de petite randonnée balisé, partant de la rue du Lavoir.

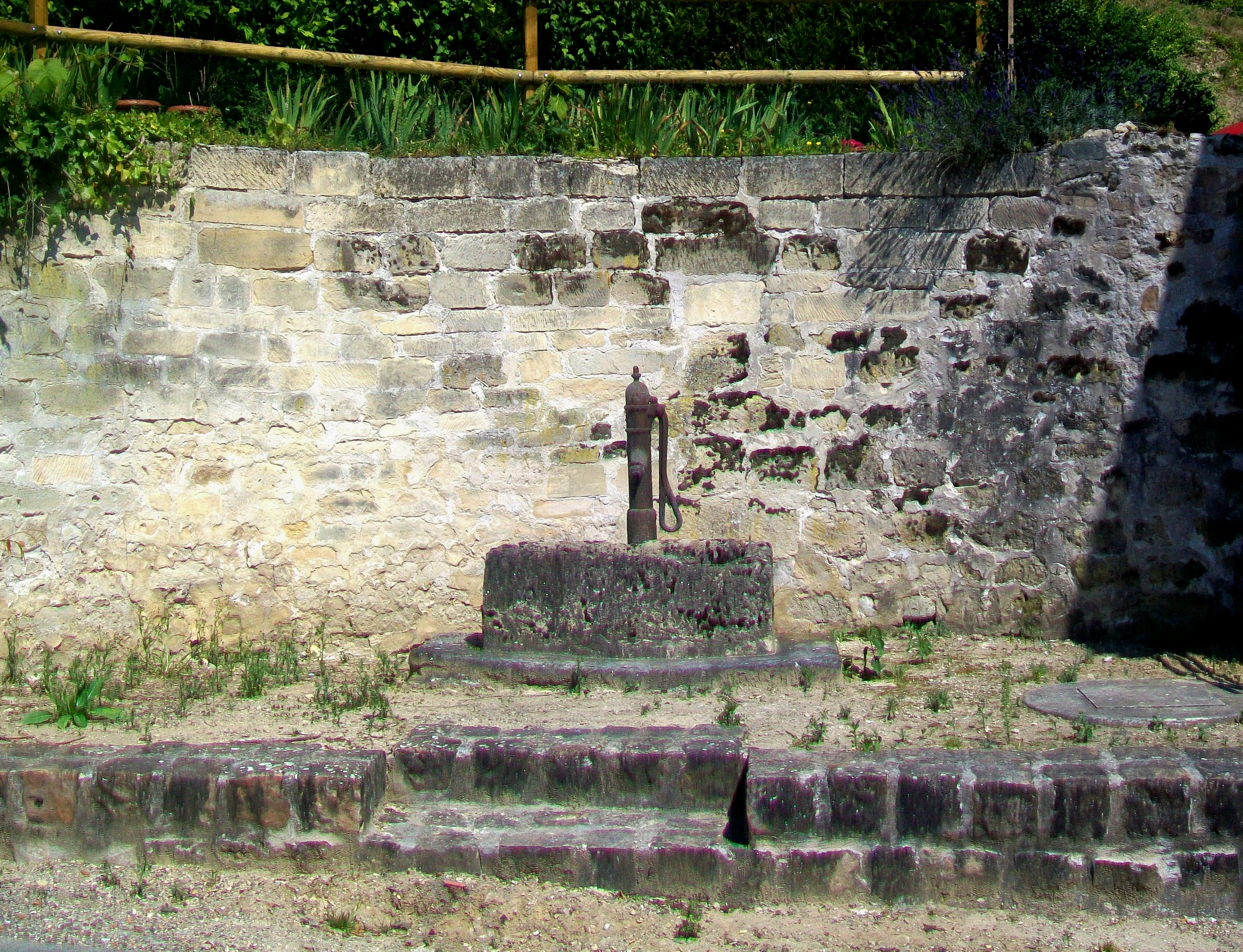
Fontaine publique.
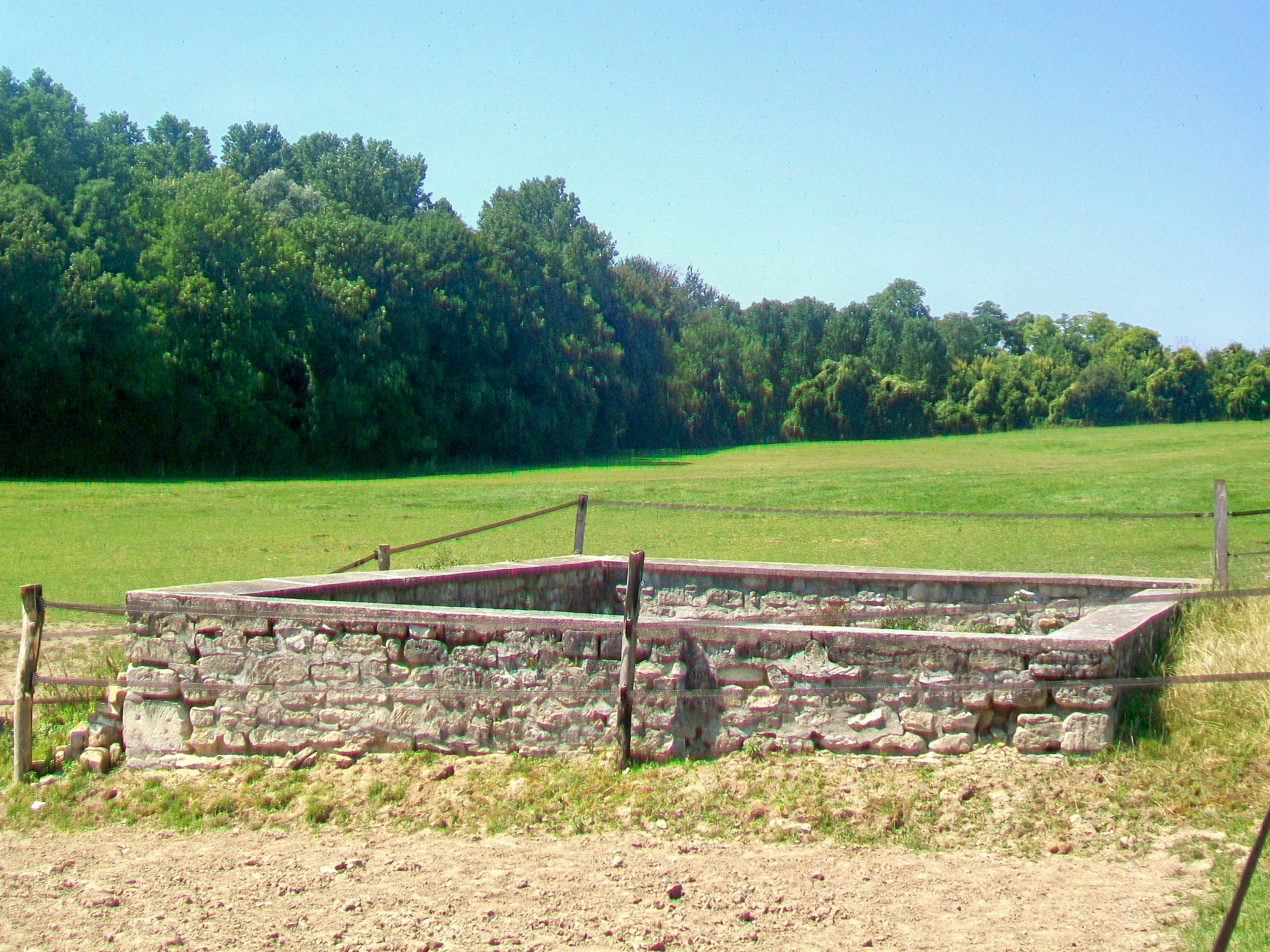
Lavoir ouvert.
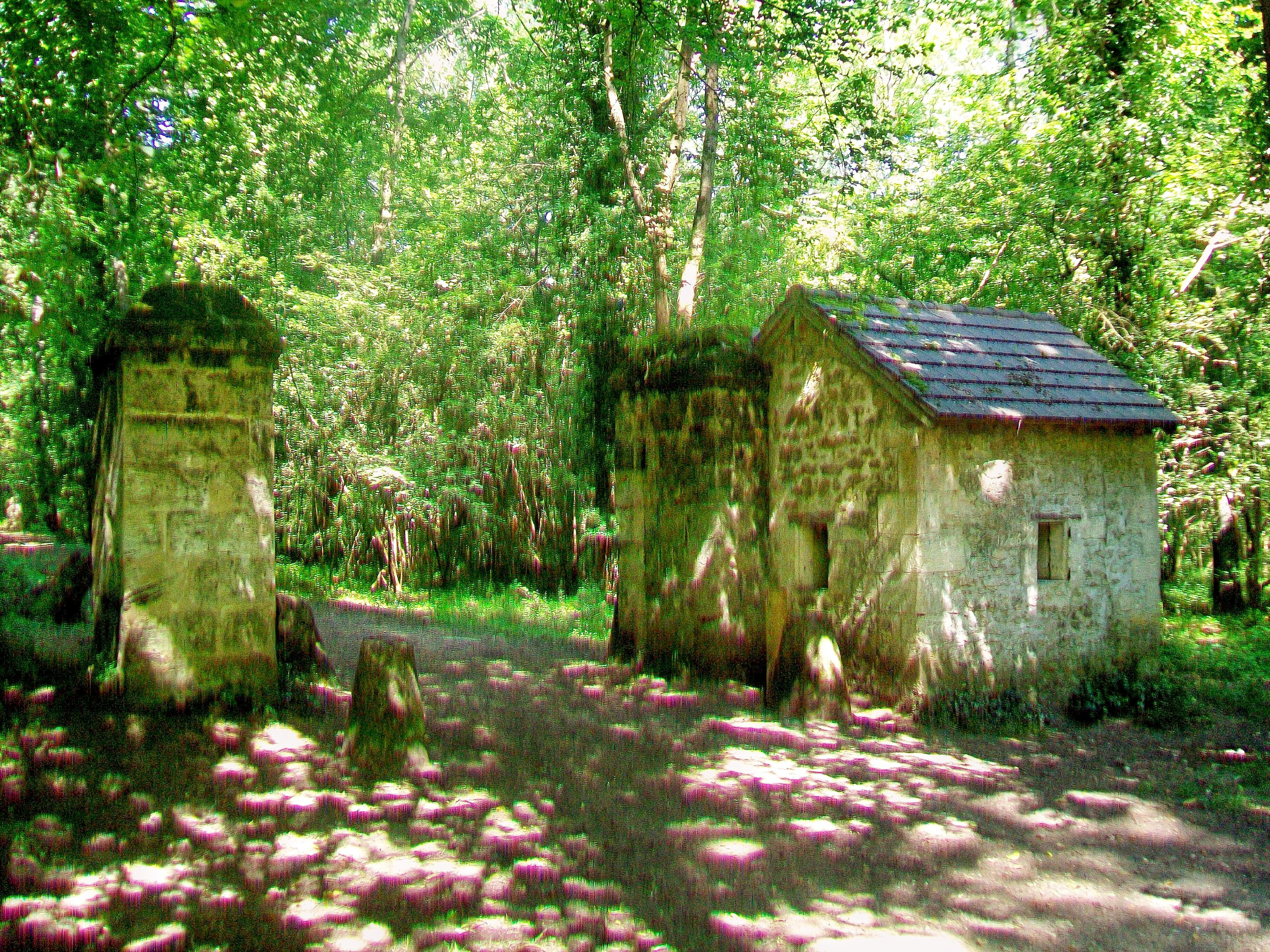
« La Loge » au bois de Morval.
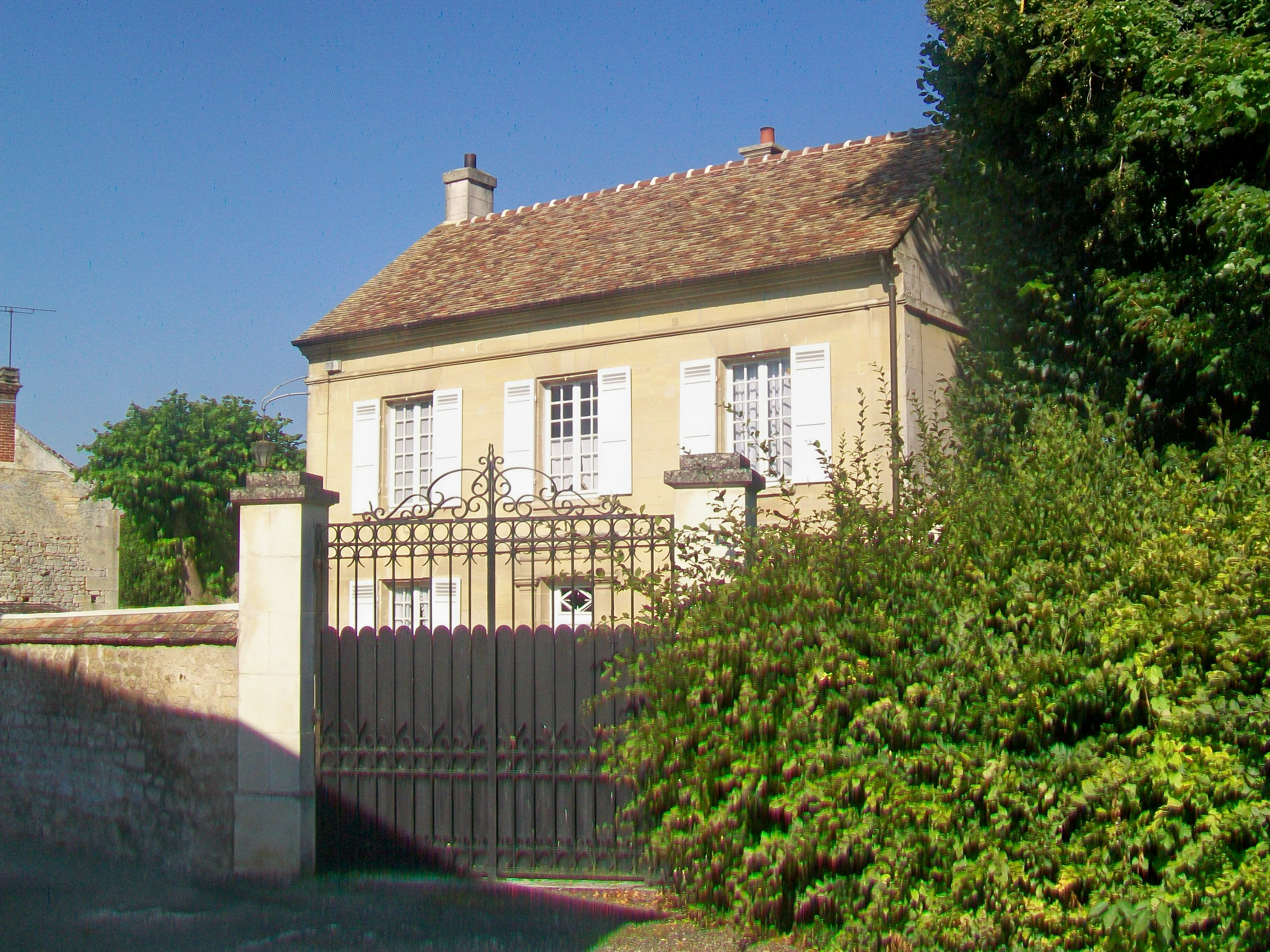
Maison dans le village
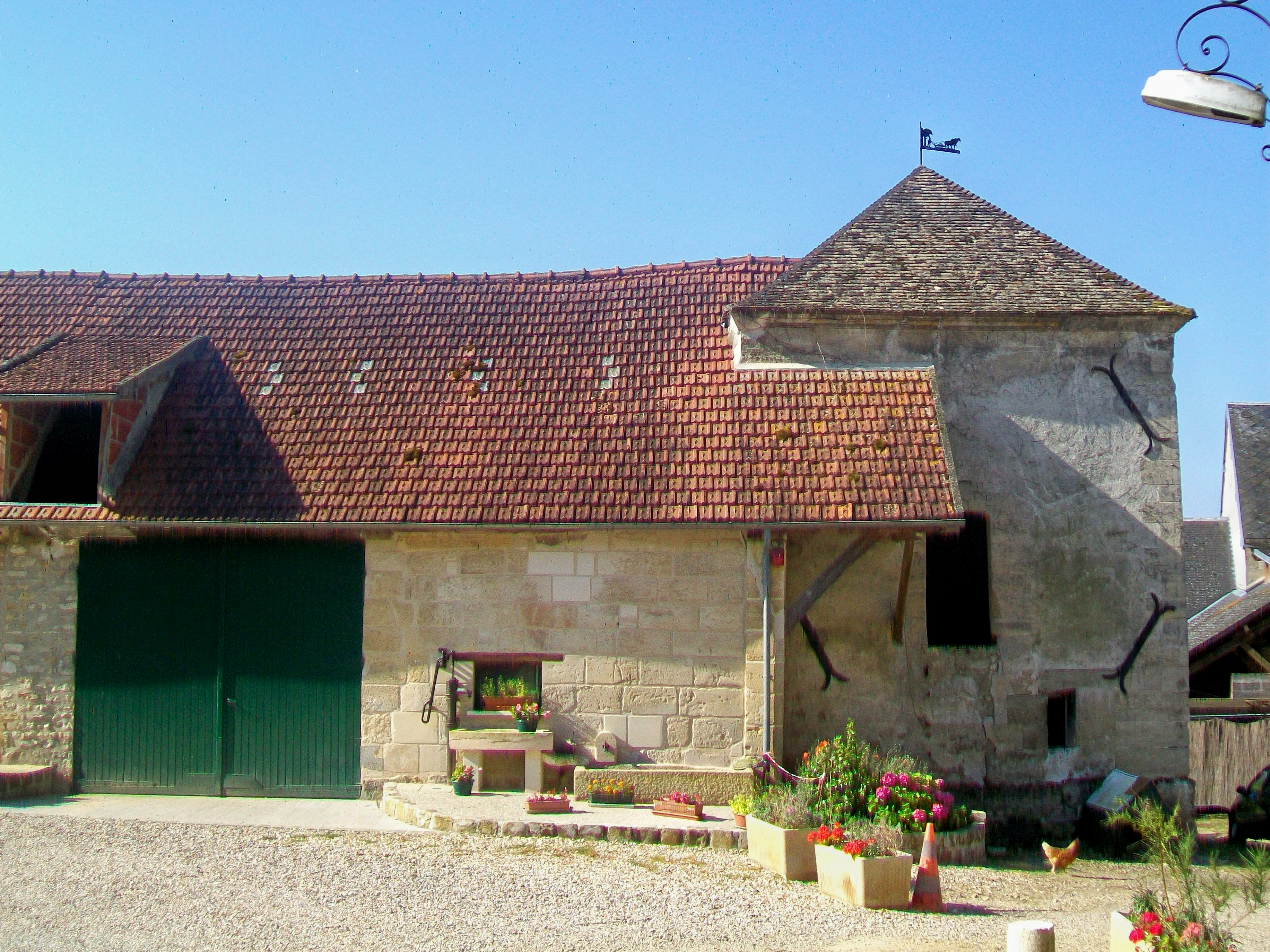
Colombier de la Ferme d'En-Haut
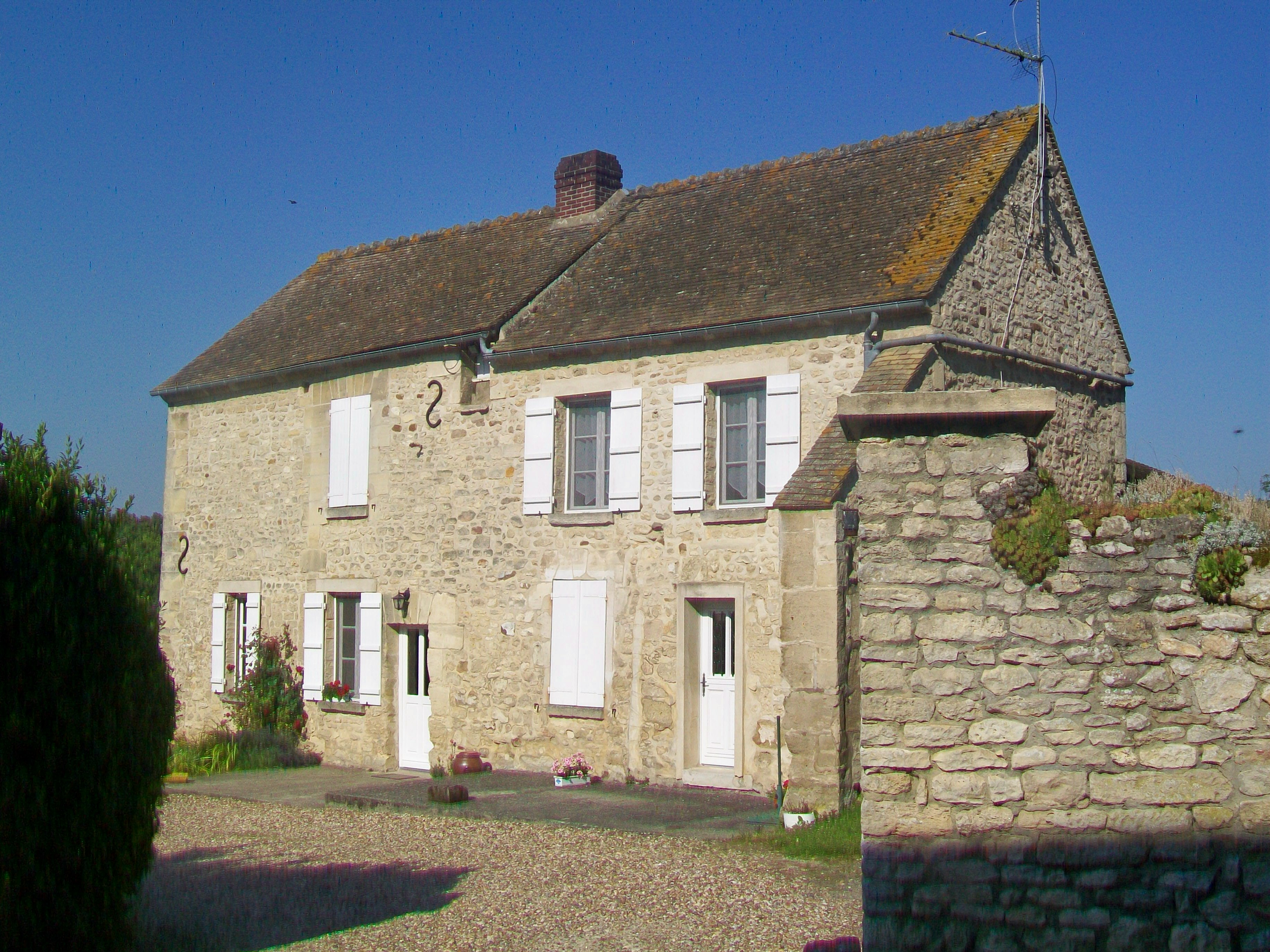
Logis de ferme, rue Saint-Nicolas

### Héraldique
| Blason de Guiry-en-Vexin | Blason  | D'argent aux trois quintefeuilles de sable, au chef d'azur semé de fleurs de lys d'or brisé d'un lambel d'hermine. |
| Blason de Guiry-en-Vexin | Détails | |